# Ali Kanaan
Ali Kanaan, né le 12 décembre 1985, à Beyrouth, au Liban, est un joueur libanais de basket-ball. Il évolue au poste de pivot.